# Carbonato de di-isopropila
Carbonato de di-isopropila ou carbonato de bis-2-propila é o composto orgânico, o éster bis do ácido carbônico do álcool isopropílico, ou álcool 1-metiletílico, ou ainda éster carbonato di-isopropila,  de fórmula C7H14O3 e massa molecular 146,18. É abreviado na literatura como DIPC (do inglês diisopropyl carbonate). É classificado com o número CAS 6482-34-4. Apresenta ponto de ebulição 147 °C, densidade 0,945 e ponto de fulgor 53 °C.